# Vogelwacht Delft en omstreken

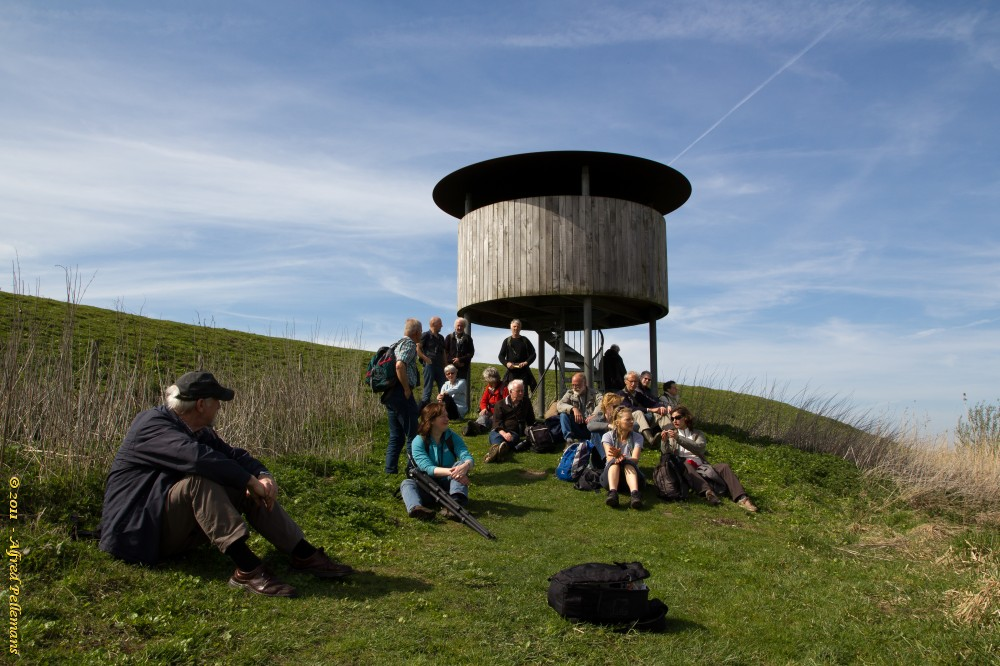
Excursie in Tiengemeten

De Vogelwacht Delft en Omstreken is een vereniging die zetelt in Delft. De Vereniging zet zich in om het leefmilieu van de vogels in Delft en omstreken te verbeteren. De vogelwacht heeft als belangrijkste doelstelling: De bescherming van het leefmilieu voor een soortenrijke vogelstand in Delft en omgeving.

## Geschiedenis
De Vogelwacht "Delft en Omstreken" werd in oktober 1962 opgericht door enkele Delftse vogelaars. Belangrijke drijfveren waren de behoefte aan het bijvoederen van vogels in de strenge winter van 1962-1963 en de behoefte aan een overzicht van de (broed)vogelstand in de stad. De Vogelwacht probeert naast studie en praktische hulp invloed uit te oefenen op het beleid van lokale overheden. In de loop van de tijd werden allerlei vormen van educatie ondernomen, zoals excursies, cursussen en lezingen.

## Activiteiten
De Vogelwacht organiseert het gehele jaar excursies, binnen Delft (Delftse Hout) en naar verder gelegen gebieden, zoals de Nieuwkoopse Plassen. De verzorgde cursussen zijn gericht op vogelherkenning en -inventarisaties. Lezingen worden vaak samen gehouden met andere natuurorganisaties. Het meeste onderzoek van de vogelwacht -zoals (broed)vogelinventarisaties en ringonderzoek - wordt afgestemd op het onderzoek van de landelijke organisatie SOVON.
De Vogelwacht stelt nestkasten ter beschikking aan belangstellenden. Er is ook een eigen kwartaalblad, Vogelstreken.